# Liste des édifices labellisés « Architecture contemporaine remarquable » de la Haute-Garonne
Cet article recense les édifices labellisés « Architecture contemporaine remarquable » de la Haute-Garonne, en France.
Le label « Architecture contemporaine remarquable » remplace depuis 2016 l'ancien label « Patrimoine du XXe siècle ». Il ne prend en compte que des édifices de moins de 100 ans à la date de labellisation, et qui ne sont pas protégés comme monuments historiques.
Au début 2024, la Haute-Garonne compte 39 édifices ainsi labellisés.

## Liste

### Édifices actuellement labellisés
En 2024, les édifices de Haute-Garonne suivants bénéficie du label.
| Monument                                                               | Commune            | Adresse                                                           | Coordonnées                      | Notice     | Date | Illustration                                        |
| ---------------------------------------------------------------------- | ------------------ | ----------------------------------------------------------------- | -------------------------------- | ---------- | ---- | --------------------------------------------------- |
| Ancienne école élémentaire Jean-Moulin                                 | Blagnac            | 1 place des Arts 7-9 rue Sarrazinière                             | 43° 38′ 09″ nord, 1° 23′ 51″ est | ACR0001765 | 2022 | Image manquante Téléverser                          |
| Collège Charles-Suran                                                  | Boulogne-sur-Gesse | Boulevard du Midi Rue des Écoles                                  | 43° 17′ 25″ nord, 0° 38′ 48″ est | ACR0001130 | 2017 | Image manquante Téléverser                          |
| Maison Sztulman                                                        | Pin-Balma          | 81 route de la Seilonne                                           | 43° 37′ 42″ nord, 1° 31′ 45″ est | ACR0001563 | 2019 | Image manquante Téléverser                          |
| Usine des eaux de Clairfont                                            | Portet-sur-Garonne | Avenue du Cardinal-Saliège                                        | 43° 32′ 03″ nord, 1° 23′ 03″ est | ACR0001131 | 2017 | Image manquante Téléverser                          |
| Villa Espagno                                                          | Portet-sur-Garonne | Chemin de Vigoulet-Auzil                                          | 43° 30′ 45″ nord, 1° 25′ 30″ est | ACR0001132 | 2017 | Image manquante Téléverser                          |
| Villa Chancholle                                                       | Poucharramet       |                                                                   | 43° 25′ 08″ nord, 1° 10′ 48″ est | ACR0001133 | 2017 | Image manquante Téléverser                          |
| Internat du lycée agricole de Saint-Gaudens                            | Saint-Gaudens      | Rue Olivier-de-Serres                                             | 43° 06′ 56″ nord, 0° 43′ 47″ est | ACR0001134 | 2017 | Image manquante Téléverser                          |
| Ancienne usine Job                                                     | Toulouse           | Chemin de la Garonne                                              | 43° 36′ 59″ nord, 1° 24′ 26″ est | ACR0001565 | 2005 | Image manquante Téléverser                          |
| Archives départementales de la Haute-Garonne                           | Toulouse           | 11 boulevard Bernard-Griffoul-Dorval                              | 43° 35′ 32″ nord, 1° 27′ 34″ est | ACR0001136 | 2017 | Image manquante Téléverser                          |
| Château d'eau du centre hospitalier Gérard-Marchant                    | Toulouse           | 134 route d'Espagne                                               | 43° 34′ 13″ nord, 1° 25′ 27″ est | ACR0001137 | 2017 | Château d'eau du centre hospitalier Gérard-Marchant |
| Cité Ancely                                                            | Toulouse           | Avenue de Casselardit                                             | 43° 37′ 04″ nord, 1° 23′ 52″ est | ACR0001566 | 2019 | Cité Ancely                                         |
| Cité HBM du Grand-Rond et caserne Genes-Lougnon                        | Toulouse           | 5 rue Jean-Aillet                                                 | 43° 35′ 40″ nord, 1° 27′ 18″ est | ACR0001138 | 2017 | Image manquante Téléverser                          |
| Cité universitaire Daniel-Faucher                                      | Toulouse           | 11 allée du Professeur-Camille-Soula                              | 43° 34′ 56″ nord, 1° 26′ 08″ est | ACR0001139 | 2017 | Image manquante Téléverser                          |
| École nationale supérieure d'architecture de Toulouse                  | Toulouse           | 5 allées Antonio-Machado                                          | 43° 34′ 37″ nord, 1° 24′ 07″ est | ACR0001568 | 2019 | Image manquante Téléverser                          |
| École primaire Paul-Dottin                                             | Toulouse           | 10 rue du Recteur-Paul-Dottin                                     | 43° 33′ 39″ nord, 1° 23′ 55″ est | ACR0001140 | 2017 | Image manquante Téléverser                          |
| École nationale supérieure d'ingénieurs de constructions aéronautiques | Toulouse           | 1 place Émile-Blouin                                              | 43° 36′ 53″ nord, 1° 27′ 59″ est | ACR0001141 | 2017 | Image manquante Téléverser                          |
| Grand magasin les Nouvelles Galeries                                   | Toulouse           | 4-8 rue Lapeyrouse                                                | 43° 36′ 15″ nord, 1° 26′ 47″ est | ACR0001142 | 2017 | Image manquante Téléverser                          |
| Groupe scolaire Croix-Daurade-Cuvier                                   | Toulouse           | 135 route d'Albi                                                  | 43° 38′ 13″ nord, 1° 27′ 50″ est | ACR0001773 | 2023 | Image manquante Téléverser                          |
| Groupe scolaire de la Juncasse                                         | Toulouse           | 131 rue Louis-Plana                                               | 43° 37′ 03″ nord, 1° 28′ 17″ est | ACR0001771 | 2023 | Image manquante Téléverser                          |
| Groupe scolaire Ernest-Renan                                           | Toulouse           | 3-5 chemin d'Audibert                                             | 43° 38′ 11″ nord, 1° 26′ 37″ est | ACR0001772 | 2023 | Image manquante Téléverser                          |
| Groupe scolaire Jean-Jaurès                                            | Toulouse           | 60 avenue de Frizac                                               | 43° 35′ 20″ nord, 1° 27′ 06″ est | ACR0001769 | 2023 | Image manquante Téléverser                          |
| Groupe scolaire Jules-Ferry                                            | Toulouse           | 96 avenue de Fronton 109 avenue Jules-Ferry Avenue des États-Unis | 43° 37′ 59″ nord, 1° 25′ 58″ est | ACR0001770 | 2023 | Image manquante Téléverser                          |
| Groupe scolaire Jules-Julien                                           | Toulouse           | 4 et 9-15 avenue des Écoles-Jules-Julien                          | 43° 34′ 29″ nord, 1° 27′ 15″ est | ACR0001768 | 2023 | Image manquante Téléverser                          |
| Groupe scolaire Matabiau                                               | Toulouse           | 40 rue Matabiau                                                   | 43° 36′ 41″ nord, 1° 26′ 52″ est | ACR0001767 | 2023 | Image manquante Téléverser                          |
| Groupe scolaire Molière                                                | Toulouse           | 32 rue Sainte-Lucie                                               | 43° 35′ 37″ nord, 1° 25′ 53″ est | ACR0001766 | 2023 | Image manquante Téléverser                          |
| Hôtel central des Postes                                               | Toulouse           | 9 rue Lafayette Rue John-Fitzgerald-Kennedy                       | 43° 36′ 18″ nord, 1° 26′ 45″ est | ACR0001143 | 2017 | Image manquante Téléverser                          |
| Immeuble et garage Citroën                                             | Toulouse           | 2-2 bis boulevard d'Arcole Rue de la Concorde Rue de Quéven       | 43° 36′ 39″ nord, 1° 26′ 37″ est | ACR0001567 | 2019 | Image manquante Téléverser                          |
| institut d'optique électronique                                        | Toulouse           | Rue Jeanne-Marvig                                                 | 43° 34′ 45″ nord, 1° 27′ 46″ est | ACR0001147 | 2017 | Image manquante Téléverser                          |
| Lotissement des Mûriers                                                | Toulouse           | 17 allée de Bellefontaine 39-41 rue Paul-Gauguin Rue de Rimont    | 43° 33′ 49″ nord, 1° 24′ 13″ est | ACR0001148 | 2017 | Image manquante Téléverser                          |
| Maison Pilette                                                         | Toulouse           | 26 rue d'Aubuisson 1 bis rue Saint-Aubin                          | 43° 59′ 16″ nord, 3° 36′ 06″ est | ACR0001144 | 2017 | Image manquante Téléverser                          |
| Marché-parking des Carmes                                              | Toulouse           | Place des Carmes                                                  | 43° 35′ 51″ nord, 1° 26′ 42″ est | ACR0001149 | 2017 | Marché-parking des Carmes                           |
| Pont Saint-Michel                                                      | Toulouse           | Boulevard Saint-Michel                                            | 43° 35′ 48″ nord, 1° 22′ 14″ est | ACR0001145 | 2017 | Pont Saint-Michel                                   |
| Poste Saint-Aubin                                                      | Toulouse           | 1 rue Charles-Camichel                                            | 43° 36′ 10″ nord, 1° 27′ 18″ est | ACR0001146 | 2017 | Image manquante Téléverser                          |
| Restaurant universitaire Daniel-Faucher                                | Toulouse           | 11 allée du Professeur-Camille-Soula                              | 43° 34′ 56″ nord, 1° 26′ 08″ est | ACR0001135 | 2017 | Image manquante Téléverser                          |
| Villa Bachelot                                                         | Toulouse           | Rue Yves-Dumanoir                                                 | 43° 35′ 51″ nord, 1° 23′ 55″ est | ACR0001150 | 2017 | Image manquante Téléverser                          |
| Villa Chanfreau                                                        | Toulouse           | 41 rue du Docteur-Jean-Arlaud                                     | 43° 35′ 25″ nord, 1° 28′ 26″ est | ACR0001151 | 2017 | Image manquante Téléverser                          |
| Groupe scolaire                                                        | Valentine          | Rue Jules-Ferry                                                   | 43° 05′ 46″ nord, 0° 42′ 27″ est | ACR0001774 | 2022 | Image manquante Téléverser                          |
| Villa Moussion                                                         | Vigoulet-Auzil     | Avenue des Pyrénées Allée de Caderousse                           | 43° 30′ 18″ nord, 1° 26′ 55″ est | ACR0001152 | 2017 | Image manquante Téléverser                          |
| Hôtel de ville-poste-café-halle                                        | Villemur-sur-Tarn  | Place Charles-Ourgaut                                             | 43° 51′ 56″ nord, 1° 30′ 15″ est | ACR0001569 | 2019 | Hôtel de ville-poste-café-halle                     |

### Édifices anciennement labellisés
Un édifice de Haute-Garonne a perdu son label à la suite de son inscription comme monument historique.
| Monument                         | Commune  | Adresse                       | Coordonnées                      | Notice     | Date | Illustration               |
| -------------------------------- | -------- | ----------------------------- | -------------------------------- | ---------- | ---- | -------------------------- |
| Caserne de pompiers Jacques-Vion | Toulouse | 15-19 allées Charles-de-Fitte | 43° 35′ 39″ nord, 1° 25′ 58″ est | PA31000129 | 2019 | Image manquante Téléverser |